# Melbern-Gletscher
Der Melbern-Gletscher ist ein 13 km langer Gletscher im Tatshenshini-Alsek Provincial Park in British Columbia (Kanada).

## Geografie
Das Nährgebiet des Gletschers befindet sich nördlich vom Grand Pacific Pass auf einer Höhe von 650 m. Es grenzt im Süden an den Grand-Pacific-Gletscher, der jedoch nach Süden strömt. Der im Mittel 2,2 km breite Melbern-Gletscher strömt in nordwestlicher Richtung. Er trennt dabei die Fairweather Range im Westen von den Alsek Ranges im Osten. Nach 13 km endet der Gletscher am südlichen Kopfende eines 19,5 km langen Gletscherrandsees, der als Melbern Lake (oder als Melbern Lakes) bezeichnet wird. Von dessen Nordende fließt der Melt Creek zum Tatshenshini River, in den er unmittelbar vor dessen Einmündung in den Alsek River mündet.

## Gletscherentwicklung
In der Vergangenheit betrug die Gletscherlänge einmal 37 km. Die Gletscherzunge reichte zu dieser Zeit fast bis zum Alsek River. Infolge des Gletscherückzugs bildete sich ein Gletscherrandsee, der heute den ehemaligen Unterlauf des Gletschers bedeckt. Der Melbern-Gletscher zieht sich weiterhin zurück. Im Jahr 2005 betrug die Gletscherlänge weniger als 16 km.

## Namensgebung
Benannt wurde der Gletscher nach William Melbern Dennis, einem Landvermesser.